# Cyamus nodosus
Cyamus nodosus is een vlokreeft uit de familie van de walvisluizen (Cyamidae). De wetenschappelijke naam van de soort werd in 1861 gepubliceerd door Christian Frederik Lütken.